# La Paz megye (Catamarca)
La Paz egy megye Argentínában, Catamarca tartományban. A megye székhelye Recreo.

## Települések
A megye a következő nagyobb településekből (Localidades) áll:
- Casa de Piedra
- El Aybal
- El Bañado
- El Divisadero
- El Quimilo
- Esquiú
- Icaño
- La Dorada
- Las Esquinas
- La Guardia
- Las Palmitas
- Quirós
- Ramblones
- Recreo
- San Antonio

Kisebb települései (Parajes):
| - Anjuli - Caballa - Cantera Cerrito - Cantera la Esperanza - Canteras Esquiu, Chafi - El Bajo - El Barreal - El Barrealito - El Bello - El Bosquesillo - El Cercado - El Chaguaral - El Chañal - El Dique - El Empalme - El Jumeal - El Milagro - El Moreno - El Quebracho - El Rosario | - El Silo - El Vallecito - Empalme Rutas 157 y 60 - Estancia Albigasta - Garay - Jabala - km 969 - km 1017 - La Barroza - La Bomba - La Granja - La Horqueta de Abajo - La Isla, La Jornada - La Montosa - La Parada - La Quinta - La Toma - Los Mistoles - Los Morales | - María Elena - Monte Redondo - Olta - Palo Santo - Pichinga - Pozo de La Orilla - Pozo El Mistol - Pozos Cavados - Puesto de Leiva - Puesto de Miranda - Puesto de Siman - Puesto de Vera - Puesto Sabatea - Puesto Santa Rosa - Rio Chico, Rio de La Puerta - San Agustín, San Bernardo - San Carlos - San José - San Lorenzo - San Nicolás | - San Salvador - Santo Domingo - Sincha - Sol de mayo. |